# Strada nazionale 1 (Cambogia)
La strada nazionale 1 (spesso indicata sulle mappe come NH1, "National Highway 1") è una delle arterie stradali principali della Cambogia.
Ha una lunghezza di 167,10 km e collega la capitale Phnom Penh al confine con il Vietnam dove incontra la QL22 per Ho Chi Minh.

## Percorso
Ha origine dal Monivong Boulevard che ne rappresenta la prosecuzione naturale nel tratto urbano della capitale e dopo aver scavalcato il fiume Tonle Bassac con il ponte Monivong prosegue verso est. Dopo aver lasciato l'area urbana lungo il suo percorso la NH1 attraversa la provincia di Kandal, la provincia di Prey Veng e la provincia di Svay Rieng. Termina al punto di frontiera di Bavet. Nel 1981 la Cambogia aprì una nuova tratta ai confini con il Vietnam, ma la strada subì dei danni durante il periodo della guerra. A Phnom Penh la strada incrocia la strada nazionale 2 che la scavalca con un cavalcavia. La NH1 fa parte della Asian Higway 1 (AH1).

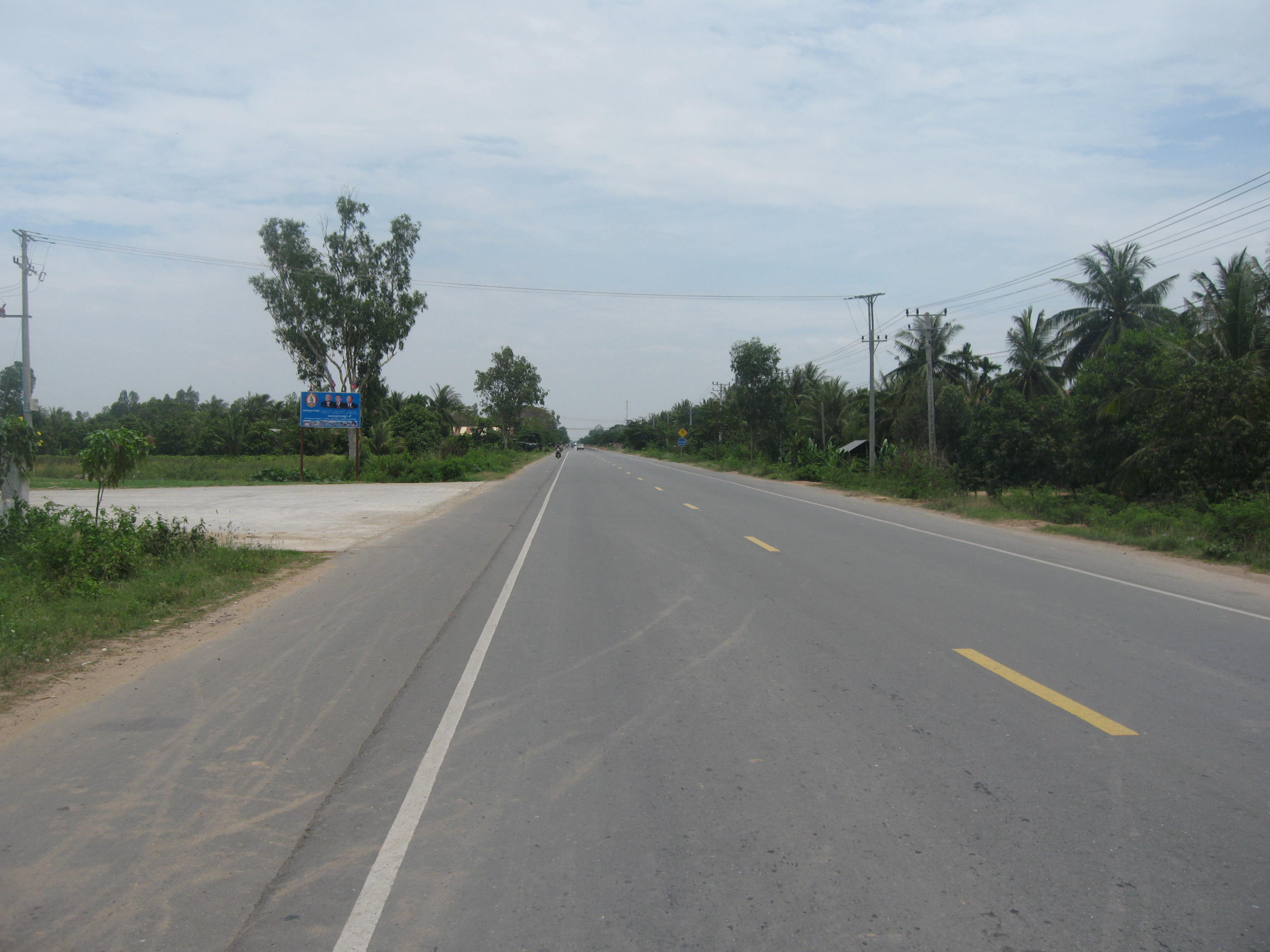
La NH1 in provincia di Kandal.